# Världsmästerskapet i schack 1986
Världsmästerskapet i schack 1986 var en titelmatch mellan den regerande världsmästaren Garri Kasparov och utmanaren Anatolij Karpov. Den spelades i London och Leningrad mellan den 28 juli och den 8 oktober 1986. Matchen spelades över 24 partier (tolv i London och tolv i Leningrad) och slutade med att Kasparov behöll världsmästartiteln.
Kasparov inledde bäst och ledde ett tag med tre poäng, men Karpov utjämnade med tre raka vinster i parti 17–19. Kasparov lyckades komma tillbaka och vinna det 22:a partiet och höll sen undan.

## Bakgrund
Efter den avbrutna matchen mellan Karpov och Kasparov 1984, så ingick i villkoren för matchen 1985 att Karpov skulle ha rätt till en returmatch om han förlorade. 
FIDE:s president Florencio Campomanes hade bestämt att returmatchen skulle börja i februari 1986, bara tre månader efter att den föregående matchen avslutats, men Kasparov vägrade ställa upp på detta.
Det sovjetiska schackförbundet tog då, utan FIDE:s inblandning, fram ett avtal som Kasparov och Karpov och accepterade. Enligt detta skulle returmatchen spelas i juli eller augusti 1986, förloraren i matchen skulle vara direkt-seedad till en utmanarfinal för den följande VM-cykeln och den följande titelmatchen skulle spelas i juli eller augusti 1987. FIDE accepterade en vecka senare detta avtal.

## Regler
Titelmatchen spelades över 24 partier. Vid oavgjort resultat (12–12) skulle den regerande mästaren behålla titeln.

## Resultat
| Namn            | Rating | Parti | Parti | Parti | Parti | Parti | Parti | Parti | Parti | Parti | Parti | Parti | Parti | Parti | Parti | Parti | Parti | Parti | Parti | Parti | Parti | Parti | Parti | Parti | Parti | Poäng |
| Namn            | Rating | 1     | 2     | 3     | 4     | 5     | 6     | 7     | 8     | 9     | 10    | 11    | 12    | 13    | 14    | 15    | 16    | 17    | 18    | 19    | 20    | 21    | 22    | 23    | 24    | Poäng |
| --------------- | ------ | ----- | ----- | ----- | ----- | ----- | ----- | ----- | ----- | ----- | ----- | ----- | ----- | ----- | ----- | ----- | ----- | ----- | ----- | ----- | ----- | ----- | ----- | ----- | ----- | ----- |
| Garri Kasparov  | 2740   | ½     | ½     | ½     | 1     | 0     | ½     | ½     | 1     | ½     | ½     | ½     | ½     | ½     | 1     | ½     | 1     | 0     | 0     | 0     | ½     | ½     | 1     | ½     | ½     | 12½   |
| Anatolij Karpov | 2705   | ½     | ½     | ½     | 0     | 1     | ½     | ½     | 0     | ½     | ½     | ½     | ½     | ½     | 0     | ½     | 0     | 1     | 1     | 1     | ½     | ½     | 0     | ½     | ½     | 11½   |